# Claude Mellan
Claude Mellan (23. května 1598, Abbeville – 9. září 1688, Paříž) byl francouzský kreslíř, rytec a malíř. Za jeho mistrovské dílo je považována rytina s tváří Krista na Veroničině roušce z roku 1649.

## Život
Otec Claude Mellana, který byl mědikovcem v Abbeville, dbal o jeho dobré vzdělání. Když Claude projevil kreslířský talent, poslal ho studovat do Paříže. Odtud v 16 letech odešel do Říma, kam ho papeži Urbanovi VIII. doporučil astronom Nicolas-Claude Fabri de Peiresc. V Římě krátce studoval u Francesca Villameny a poté kreslení u Simona Voueta. Vytvořil množství rytin podle děl Berniniho a Vouetových obrazů a stal se kreslířem portrétů.
Roku 1630 ho požádal ředitel Galleria Giustiniana Joachim von Sandrar, aby dělal grafické kopie sbírky starožitností, kterou shromáždil markýz Vincenzo Giustiniani.
Roku 1636 se Mellan vrátil do Francie a usadil se v Aix-en-Provence. V době, kdy pobýval na jihu Francie u astronoma Nicolase-Claude Fabri de Peiresca, zhotovil první mapu měsíce ve třech jeho fázích během společného pozorování z vrcholu hory Sainte-Victoire. Mapa je uložena v Abbeville, Musée Boucher de Perthes a jako spolupracovník je uveden astronom Pierre Gassendi.
Následujícího roku se Mellan přestěhoval do Paříže a oženil se, ale manželství zůstalo bezdětné. Byl jmenován dvorním malířem a rytcem francouzského krále a ubytován v Louvru. Stal se žádaným portrétistou. Své kresby podle živého modelu později převáděl do rytin. O jeho služby také stál anglický král Charles II. Zemřel roku 1688 ve věku 90 let.

## Dílo
Claude Mellan v Římě zprvu pracoval klasickou metodou rytí. Stínování vytvářel paralelním a síťovým šrafováním. Později si ale osvojil metodu, kde stejného efektu dosahoval různou šířkou jediné ryté čáry. Dosáhl tím měkčího a čistšího účinku, ale pouze u grafických listů s jedinou figurou nebo menším objektem. Metoda nebyla vhodná pro vícefigurové kompozice, kde se efekt zeslabil a grafické listy působily plošně a nehotově.
Roberto Longhi uvádí, že grafické listy Claude Mellana zachycují figury v ostrém světle a jsou tak protějškem k obrazům barokních následovníků Carravaggia. Mellanova Kající se sv.Marie Magdalena byla zřejmě inspirována obrazem Orazio Gentileschiho.
Claude Mellan vytvořil celkem asi 400 rytin a kolem sta portrétů kreslených pastelem a křídou. Řada jeho obrazů je nezvěstná a zachovaly se pouze jejich předlohy nebo grafické reprodukce, které zhotovil sám autor.

### Známá díla (výběr)
- Lukrécie dle předlohy Simona Voueta
- 1625 Intellectus et Memoria…Voluntas, dle předlohy Simona Voueta
- Samson a Dalila
- Herkules ze sbírky Farnese
- Svatý Antonín a sv. Pavel poustevník
- Svatý Jeroným
- 1629 Kající se Svatá Marie Magdalena
- 1644 Mladý Ludvík IV. a Anna Rakouská přijímají obchodníky a radní města Paříže
- 1649 Rouška svaté Veroniky

### Galerie rytin

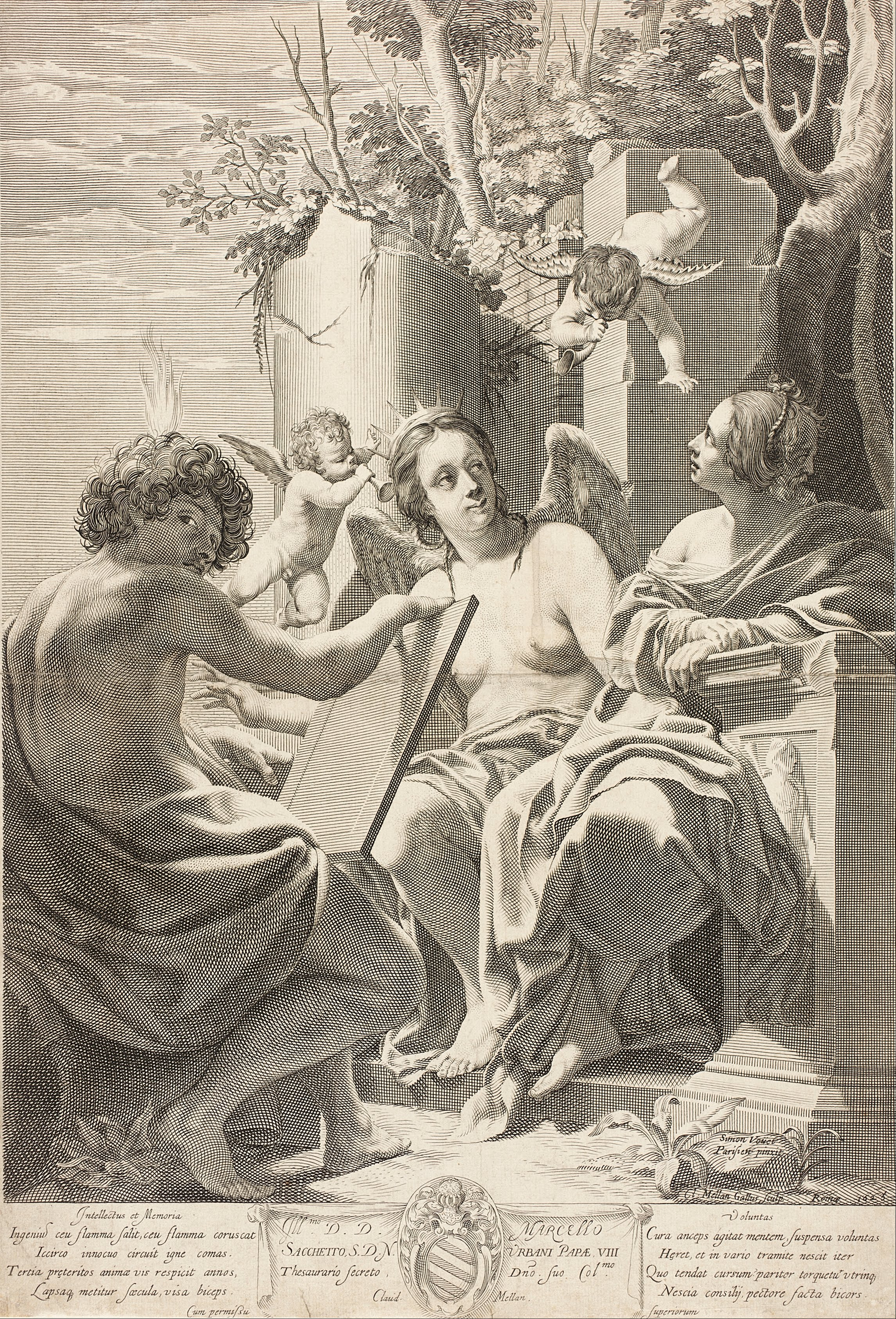
Intellectus et Memoria…Voluntas – Google Art Project
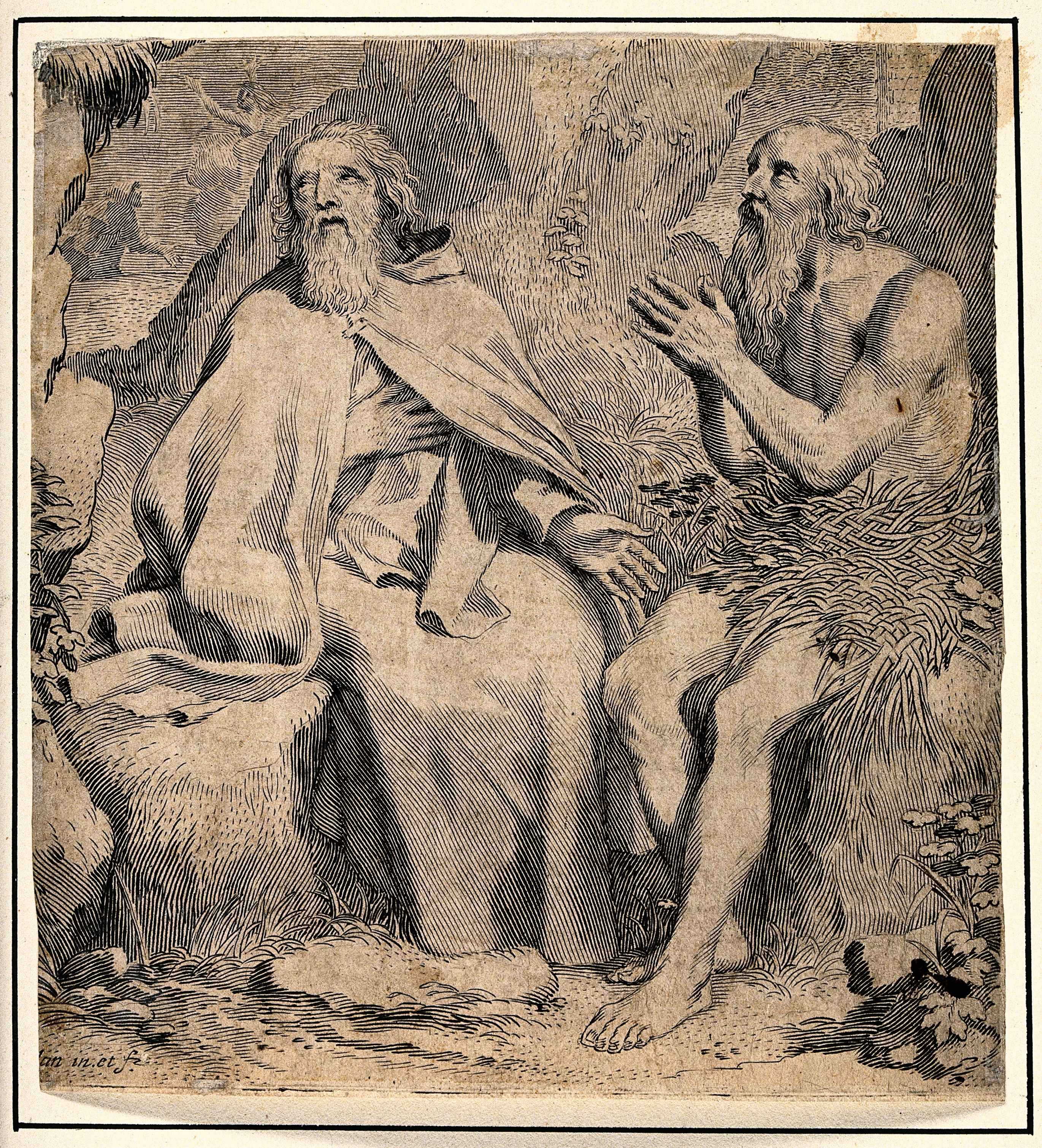
Sv. Antonín a sv. Pavel, poustevník, liniová rytina
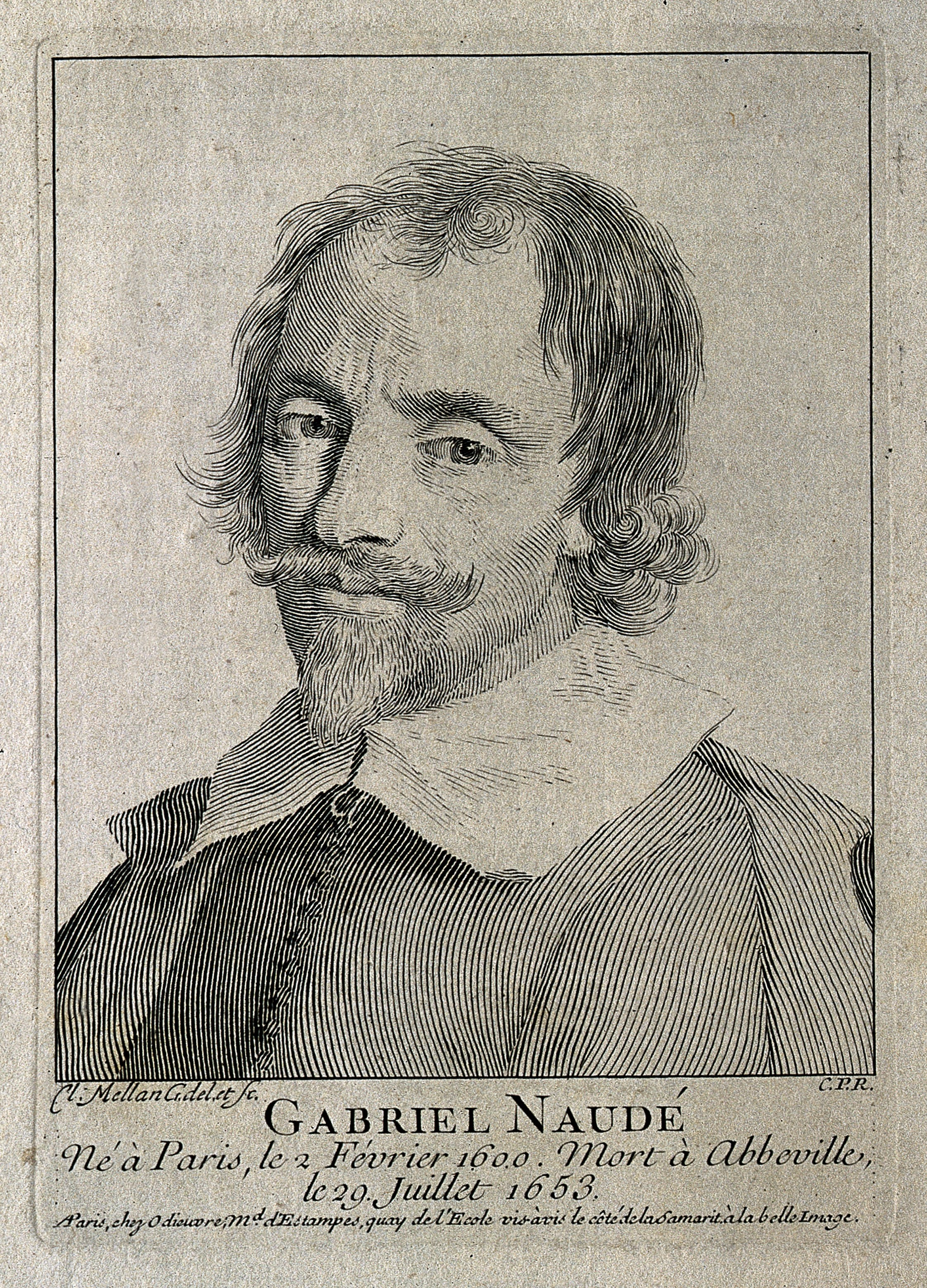
Gabriel Naudé, liniová rytina
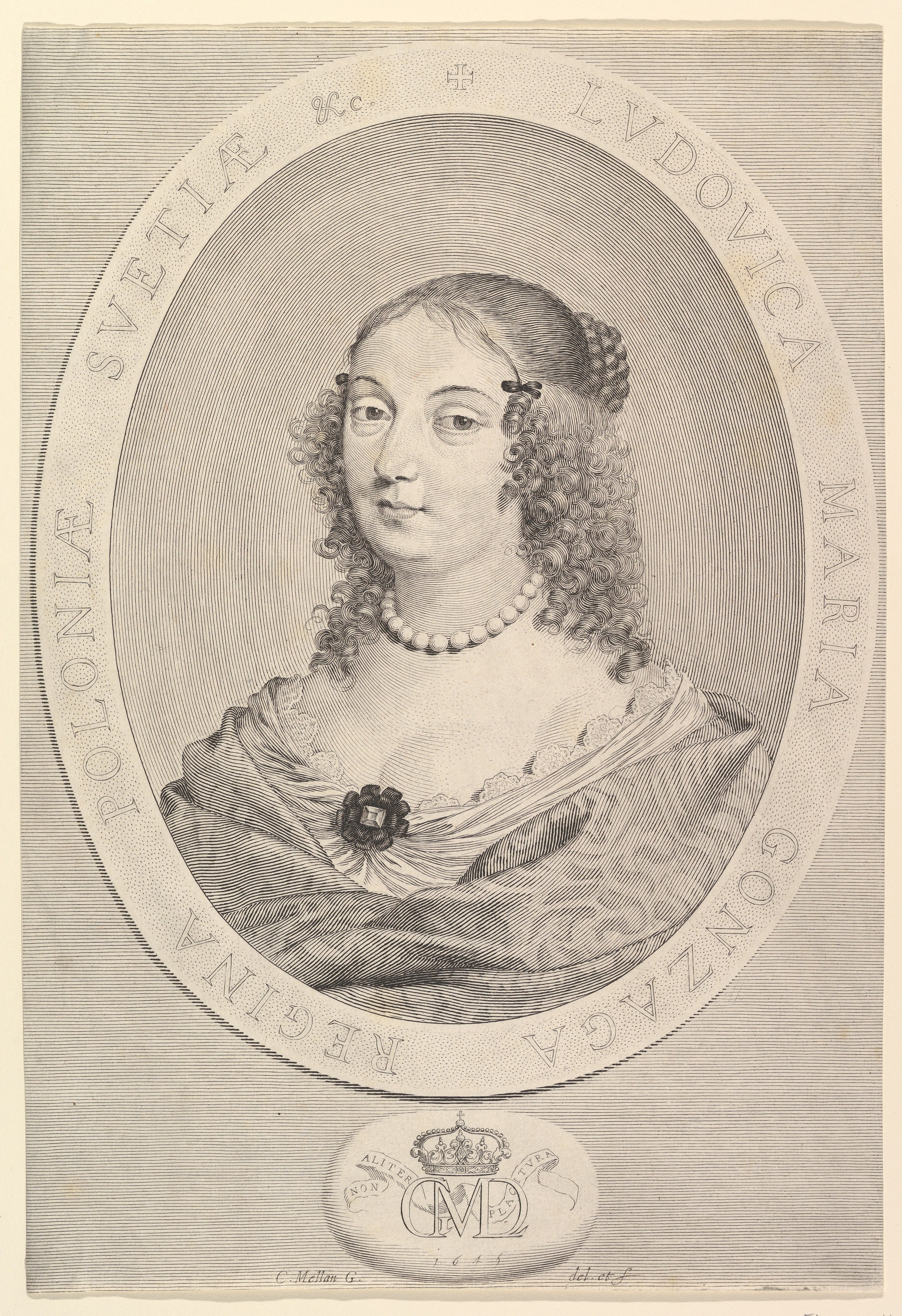
Maria Luisa di Gonzaga-Nevers, liniová rytina
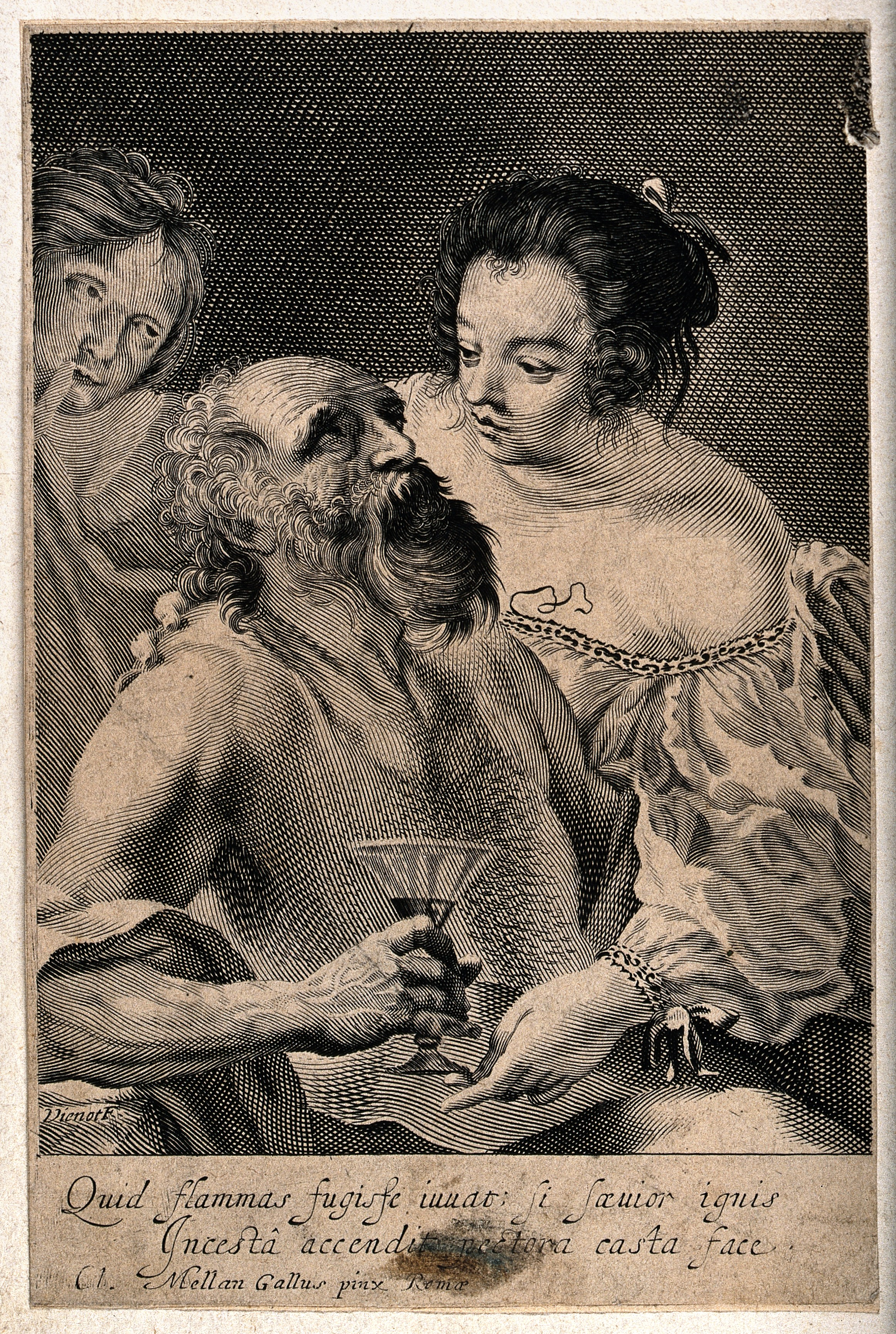
Lot a jeho dcery, liniová rytina
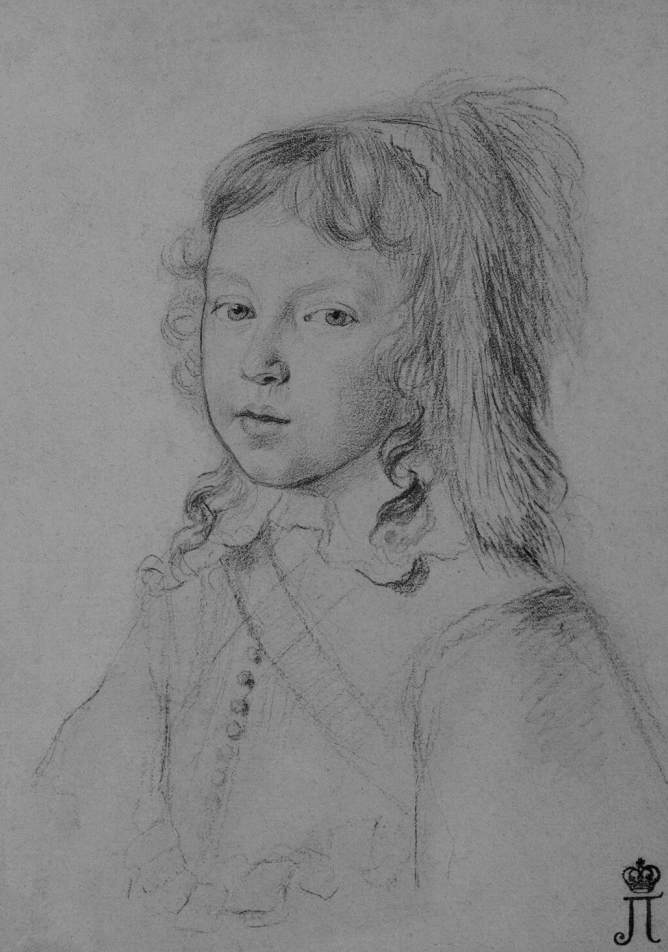
Portrét infanta Ludvíka XIV.
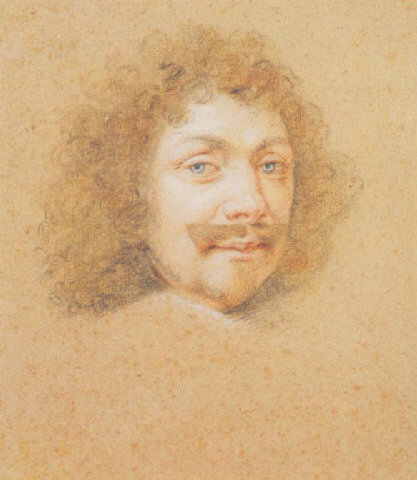
Henri Louis Habert de Montmor, pastel a křída